# Cella di paese

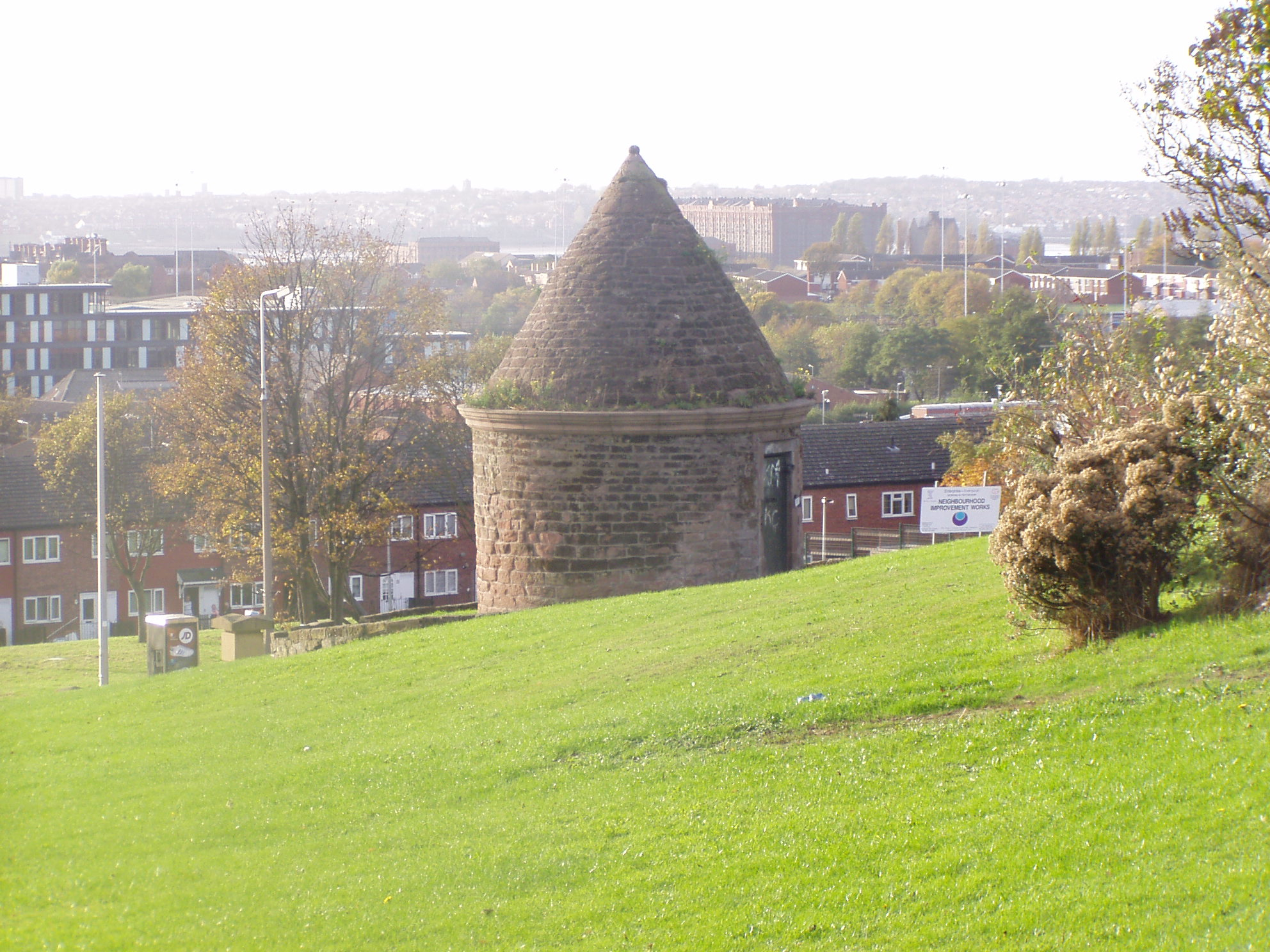
La Prince Rupert's Tower a Everton

Le celle di paese (en: village lock-up) erano edifici utilizzati nel XVII e nel XIX secolo per la detenzione temporanea di persone nelle zone rurali dell'Inghilterra e del Galles. Erano spesso usati per il confinamento degli ubriachi che di solito venivano rilasciati il giorno dopo o per la detenzione temporanea in attesa di essere portati davanti al magistrato locale.

## Architettura
Tipicamente è una piccola struttura con una sola porta e una stretta finestra o apertura. La maggior parte presenta una cupola o un tetto a forma di guglia e sono comunemente costruiti in mattoni, pietre o legname. Si trova in una varietà di forme spesso a base rotonda o poligonale, di solito isolate ma talvolta collegate o incorporate ad altri edifici. Si verificano variazioni nei materiali e nell'aspetto, anche se sono state tutte costruite per svolgere la stessa funzione.

## Storia

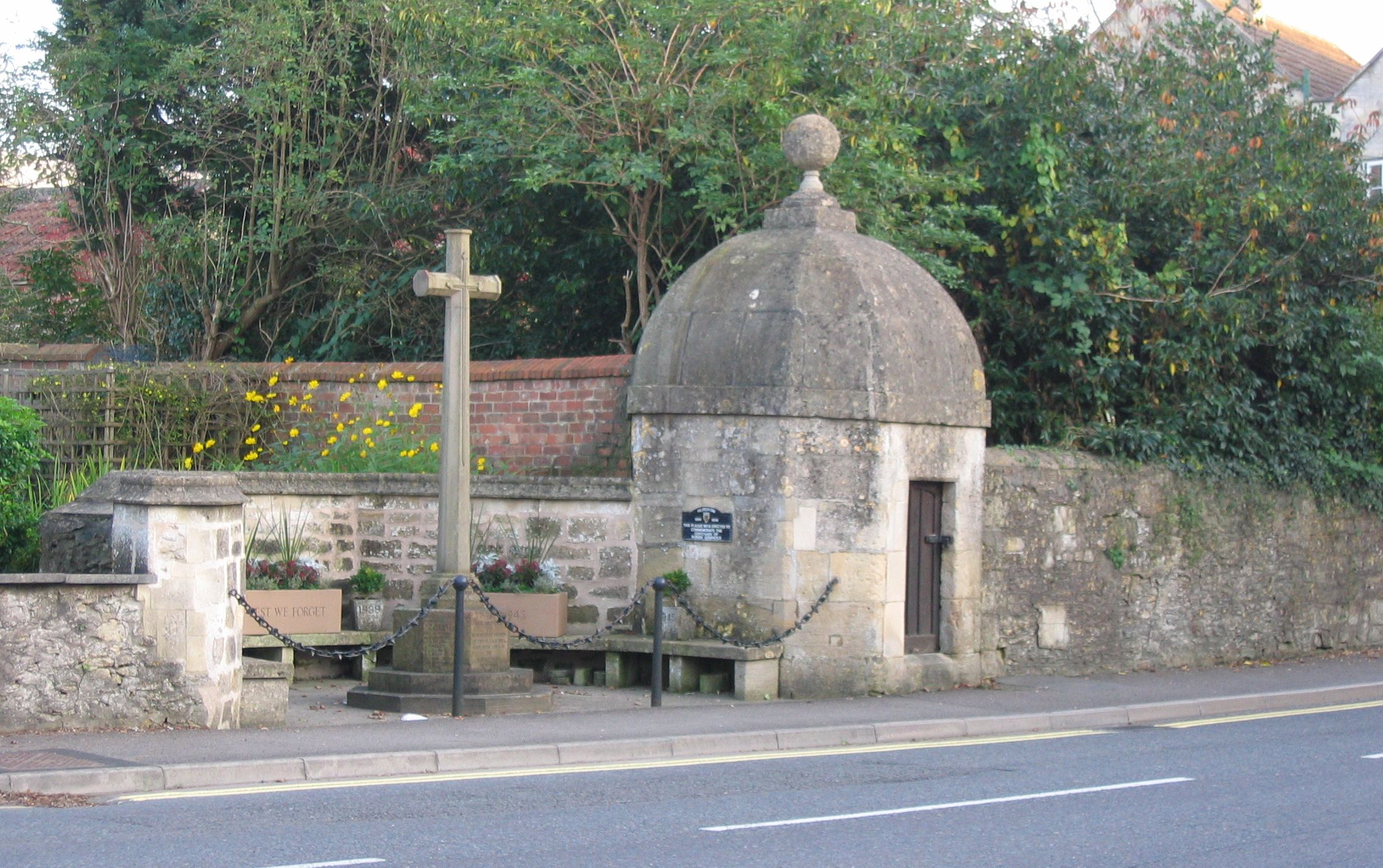
Cella presente a Hilperton

Queste strutture risalgono principalmente al XVIII e al XIX secolo, periodo in cui nelle società rurali si lottava contro furti, ubriachezza e sparatorie. In una fonte del 1830 da Taunton sono descritte come "... un buco nel quale uomini ubriachi e sanguinanti venivano spinti e lasciati rimanere fino al giorno seguente, quando il poliziotto con il suo ufficio prende i poveri, storpi e disonesti di fronte a un magistrato, seguito da metà dei ragazzi e dei fannulloni della città. "
La cella di paese cadde in disuso quando nel 1839 fu introdotta la polizia di contea e le stazioni di polizia locali furono costruite con le proprie strutture di detenzione. Ciò permise al giudice di pace di istituire una polizia retribuita in ogni contea e ha reso obbligatorio che tale forza fosse dotata di apposite stazioni di polizia e celle sicure. Durante la seconda guerra mondiale molte celle furono usate dalla Home Guard come posti di sorveglianza o per riporre le armi. Negli ultimi anni ne sono state ripristinate numerose e classificate come monumenti classificati. Alcuni sono considerati attrazioni del patrimonio locale, mentre altri rimangono in rovina o sono stati trasformati in monumenti classificati.